# سيد ستانتون
سيد ستانتون (بالإنجليزية: Sid Stanton)‏ (16 يونيو 1923 في المملكة المتحدة - 2005) هو لاعب كرة قدم بريطاني (وحمل سابقاً جنسية المملكة المتحدة لبريطانيا العظمى وأيرلندا) في مركز نصف الجناح. لعب مع أكسفورد يونايتد وبرمنغهام سيتي ونادي نورثامبتون تاون.